# Harry Lime
Harry Lime ist die Titelfigur in dem britischen Film Der dritte Mann (1949, Regie: Carol Reed). Der Schriftsteller Graham Greene schrieb das Drehbuch und veröffentlichte später einen auf diesem basierenden gleichnamigen Roman. Aufgrund des Erfolgs des Films wurden in der Folge Radio- und Fernsehserien um die Figur Harry Lime produziert.

## Harry Lime im FilmDer dritte Mannvon 1949
Schauplatz des Films ist die geteilte Stadt Wien nach dem Zweiten Weltkrieg, wo der Amerikaner Harry Lime (Orson Welles), Kopf einer Bande von Schiebern auf dem Schwarzmarkt für Penicillin, sich durch das städtische Kanalisationssystem in den alliierten Sektoren bewegt.
Harry Lime, die eigentliche Hauptfigur, um dessen mysteriösen und, wie sich herausstellt, vorgetäuschten Tod sich die Handlung der ersten Filmhälfte dreht, tritt erst nach einer vollen Stunde Filmlaufzeit auf. Vergleichbare Werke für das dramaturgische Verfahren, eine zentrale Figur erst spät einzuführen und damit deren Wirkung zu steigern, sind z. B. Edmond Rostands Schauspiel Cyrano de Bergerac (1897) oder Joseph Conrads Roman Herz der Finsternis (1899).
Ein markanter Moment des Films ist Limes Auftritt am Riesenrad des Wiener Prater, wo er seine berühmte, von Welles improvisierte „Kuckucksuhr-Rede“ hält:

„In Italy, for thirty years under the Borgias, they had warfare, terror, murder, bloodshed–they produced Michelangelo, Leonardo da Vinci and the Renaissance. In Switzerland, they had brotherly love, five hundred years of democracy and peace, and what did that produce? The cuckoo clock.“

„In den 30 Jahren unter den Borgias hat es nur Krieg gegeben, Terror, Mord und Blutvergießen, aber dafür gab es Michelangelo, Leonardo da Vinci und die Renaissance. In der Schweiz herrschte brüderliche Liebe, 500 Jahre Demokratie und Frieden. Und was haben wir davon? Die Kuckucksuhr!“

Neben dem enormen Erfolg des Films trug auch Anton Karas’ Zithermusik, insbesondere das „Harry-Lime-Thema“, zu der Popularität der Figur Harry Lime bei. Zwar wird Lime im Finale von seinem Freund Holly Martins (Joseph Cotten) erschossen, doch wurde er für nachfolgende dramatische Bearbeitungen „wiederbelebt“.

## Radiohörspiele der 1950er Jahre
1951 sendete das Lux Radio Theater des amerikanischen Radiosenders CBS eine einstündige Hörspielfassung von The Third Man. Ted de Corsia sprach die Rolle des Harry Lime und wiederholte diese bei einer weiteren Ausstrahlung im selben Jahr.
1951–52 strahlte die britische BBC eine Hörspielserie mit dem Titel The Adventures of Harry Lime aus, produziert von Harry Alan Towers. Von den ursprünglich 52 Folgen wurden jedoch nur 16 ausgestrahlt. Orson Welles wiederholte seine Rolle als Harry Lime, die zwar immer noch als Krimineller, jedoch leichter angelegt war als das Vorbild. Zeitlich waren die in den Episoden erzählten Abenteuer Limes vor dem Kinofilm angesiedelt („Prequel“). In den USA liefen alle Folgen der Serie zwischen 1951 und 1953 unter dem Titel The Lives of Harry Lime.
Besonderer Beliebtheit erfreuen sich heutzutage noch einzelne Folgen wie A Ticket to Tangier, The Dead Candidate, Man of Mystery, Murder on the Riviera und Blackmail is a Nasty Word. A Ticket to Tangier ist eine mit wellesschen Mitteln angelegte Hörspiel-Adaptation der Filme der Schwarzen Serie, The Dead Candidate eine überspannte Burleske, deren in einer fiktiven Bananenrepublik angesiedelte Handlung Welles später in seinem Roman Une grosse légume (1953) weiterverarbeitete. Motive aus Man of Mystery fanden später Verwendung in Welles’ Filmklassiker Mr. Arkadin/Herr Satan persönlich (1955).

## Harry Lime als Fernsehfigur
Ab 1959 produzierte die BBC eine Fernsehserie, in der der englische Schauspieler Michael Rennie den Kunsthändler Harry Lime verkörperte, der bis auf den Namen, den von der Musik von Anton Karas begleiteten Einspann in einer expressionistischen Wienkulisse und der „larmoryanten Cooleness“ des Harry Lime nichts mehr mit Greenes Figur gemein hatte. Die Serie lief bis zum Jahre 1965 im britischen Fernsehen. Während in Großbritannien nur 73 Episoden gesendet wurden, strahlte der US-Fernsehsender NBC alle 77 Folgen aus. Die Serie war von Anfang an mit Blick auf den amerikanischen Markt produziert worden: Ein großer Teil der Dreharbeiten fand in den 20th-Century-Fox-Studios in Kalifornien statt.

## Nachwirkung
In dem Horrorfilm Der Horror-Alligator aus dem Jahre 1980 sieht man in der letzten Einstellung in der Kanalisation von Chicago das Graffito „Harry Lime lives“ („Harry Lime lebt“) an der Wand.
Im Film Kevin – Allein zu Haus (1990) gibt es einen Charakter namens Harry Lime, der von Joe Pesci verkörpert wird. Die amerikanische Rockband Black Rebel Motorcycle Club veröffentlichte 2003 das Album Take Them On, On Your Own, dessen schwarz-weißes Cover drei dunkle Personen vor einem hell leuchtenden Eingang in einen Kanal zeigt, wobei dieses Albumcover eine Hommage an den Film Der dritte Mann darstellt.